# Ward (Indien)
Ein Ward ist in Indien eine Verwaltungseinheit der Verwaltungsgliederung Indiens.
Ein Ward ist in der Verwaltungsgliederung Indiens die kleinste Ebene. Jedes Ward wird von einem Gemeindemitglied oder Kommissar, auch Panch oder Panchayat-Mitglied genannt, vertreten, das von den Bewohnern direkt gewählt wird. Das Panchayat wird vom Bürgermeister des Dorfes geleitet, der als Sarpanch bekannt ist. Die Amtszeit dieser gewählten Vertreter beträgt fünf Jahre. Der Sekretär des Panchayat ist ein nicht gewählter Vertreter, der von der Landesregierung ernannt wird, um die Aktivitäten des Panchayats zu überwachen.
In Mumbai beispielsweise sind Wards administrative Einheiten der Stadt.